# Dashe
Dashe (chinesisch 大社區, Pinyin Dàshè Qū) ist ein Stadtbezirk von Kaohsiung in der Republik China (Taiwan). Die Fläche beträgt 26,58 Quadratkilometer und die Einwohnerzahl 34.324 (Stand: Ende 2020).

## Geschichte
Nach der Übergabe Taiwans von Japan an die Republik China im Jahr 1945 wurde Dashe als ländliche Gemeinde des Landkreises Kaohsiung organisiert. Am 25. Dezember 2010 wurde der Landkreis Kaohsiung mit der Stadt Kaohsiung zusammengelegt und Dashe zu einem Stadtbezirk der Stadt aufgewertet. Zum Stadtbezirk gehören die Orte Jiacheng, Baoshe, Baoan, Dashe, Cuibing, Sannai, Guanyin, Shennong und Zhongli.

## Bildung
Zu den Bildungseinrichtungen gehören die internationale christliche Schule Morrison Academy Kaohsiung, die Junior High School von Dashe (高雄市立大社國民中學) sowie die Grundschulen für Dashe  (高雄市大社區大社國民小學),  Jiacheng  (高雄市大社區嘉誠國民小學) und Guanyin (高雄市Scho大社區觀音國民小學).

## Sehenswürdigkeiten
Zu den Sehenswürdigkeiten zählen der Guanyinshan-Dajue-Tempel (觀音山大覺寺) und der Guanyin-Berg (觀音山 (高雄市)).